# Bundesmehrarbeitsvergütungsverordnung
Die Bundesmehrarbeitsvergütungsverordnung (BMVergV) regelt in Deutschland die Vergütung von Mehrarbeit für Beamte des Bundes mit aufsteigenden Gehältern (Besoldungsgruppen A 2–16, R 1 u. R 2, W 2 u. W 3).

## Inhalt
Beamten mit Dienstbezügen kann in den Bereichen des ärztlichen und Pflegedienstes der Krankenhäuser, Kliniken und Sanatorien, im Betriebsdienst des Bundeseisenbahnvermögens, im Dienst der Nachfolgeunternehmen der Deutschen Bundespost, im Abfertigungsdienst der Zollverwaltung, im polizeilichen Vollzugsdienst, im Einsatzdienst der Berufsfeuerwehr sowie im Schuldienst als Lehrkraft für Mehrarbeit eine Vergütung gewährt werden. 
In anderen Bereichen, kann Mehrarbeit im Rahmen eines Dienstes in Bereitschaft, eines Schichtdienstes, eines allgemein geltenden besonderen Dienstplanes, wenn ihn die Eigenart des Dienstes erfordert, eines Dienstes, der ausschließlich aus gleichartigen, im Wesentlichen die gleiche Arbeitszeit erfordernden Arbeitsvorgängen besteht, für die der Dienstherr Richtwerte eingeführt hat oder eines Dienstes zur Herbeiführung eines im öffentlichen Interesse liegenden unaufschiebbaren und termingebundenen Ergebnisses Mehrarbeitsvergütung gewährt werden. 
Eine Mehrarbeitsvergütung nach dieser Verordnung wird nicht gewährt neben einer Vergütung für Beamte im Einsatzdienst der Bundeswehrfeuerwehren (§ 50c BBesG), Auslandsdienstbezügen und Auslandsverwendungszuschlag. Bis zum 1. Januar 2020 wurde sie ebenfalls nicht gewährt neben der sogenannten „Ministerialzulage“, der Nachrichtendienstzulage, der BSI-Zulage (Nr. 8b Vorbemerkungen zu Anlage I BBesG) und der Bundesbankzulage (§ 2 BBankPersV). Da Anwärter als Beamte auf Widerruf im Vorbereitungsdienst keine Dienstbezüge, sondern Anwärterbezüge erhalten, fallen sie nicht unter den Anwendungsbereich dieser Verordnung.
Die Vergütung wird nur gewährt, wenn die Mehrarbeit von Beamten geleistet wurde, für die beamtenrechtliche Arbeitszeitregelungen gelten, sie schriftlich oder elektronisch angeordnet oder genehmigt wurde, aus zwingenden dienstlichen Gründen nicht durch Dienstbefreiung innerhalb eines Jahres ausgeglichen werden kann und die sich aus der regelmäßigen wöchentlichen Arbeitszeit ergebende Arbeitszeit um mehr als fünf Stunden im Kalendermonat (Mindeststundenzahl) übersteigt. Ergibt sich bei der monatlichen Mehrarbeitsstundenberechnung ein Bruchteil einer Stunde, so werden 30 Minuten und mehr auf eine volle Stunde aufgerundet, weniger als 30 Minuten bleiben unberücksichtigt.
Die Vergütung beträgt je Stunde für Vollzeitbeschäftigte seit dem 1. März 2024: 
1. in den Besoldungsgruppen A 3 und A 4 15,42 Euro,
2. in den Besoldungsgruppen A 5 bis A 8 18,22 Euro,
3. in den Besoldungsgruppen A 9 bis A 12 25,03 Euro,
4. in den Besoldungsgruppen A 13 bis A 16 34,46 Euro.